# Thomas Wilbrandt
Thomas Wilbrandt (* 1952 in Bielefeld) ist ein deutscher Komponist und Dirigent.

## Leben
Er studierte mit Franco Ferrara, Hans Swarowsky und Bruno Maderna in Rom, Wien und Salzburg und war Assistent von Herbert von Karajan bei den Berliner Philharmonikern.
1980 gründete er die Berliner Kammer-Akademie, ein Orchester aus 40 Musikern, die sich ursprünglich aus den Mitgliedern der Berliner Philharmoniker zusammensetzten. Mit diesem Ensemble hat er unter anderem die Mozart-Serie für RCA/Victor eingespielt.
Neben seinen Tätigkeiten als internationaler Dirigent bei Sinfonieorchestern wie den Berliner Philharmonikern und dem Philharmonia Orchestra aus London konzentrierte sich Wilbrandt verstärkt auf eigene Projekte und Aufnahmen eigener Werke, die stilistisch vorrangig der Avantgarde und der elektronischen Musik zuzuordnen sind.
Sein erstes größeres Projekt war „The Electric V.“ aus dem Jahr 1984, eine Einspielung von Vivaldis Vier Jahreszeiten als Mischung von akustischem Orchester mit elektronischen Instrumenten. Zwischen 1987 und 1990 wurde dieses Projekt unter demselben Titel „The Electric V.“ verfilmt.
Wilbrandt komponierte gelegentlich Musikstücke für Filme, darunter „History (Repeats Itself)“ aus dem Soundtrack zu Natural Born Killers von Oliver Stone.